# Valbona (Spagna)
Valbona è un comune spagnolo di 200 abitanti situato nella comunità autonoma dell'Aragona.